# Luxemburgerli

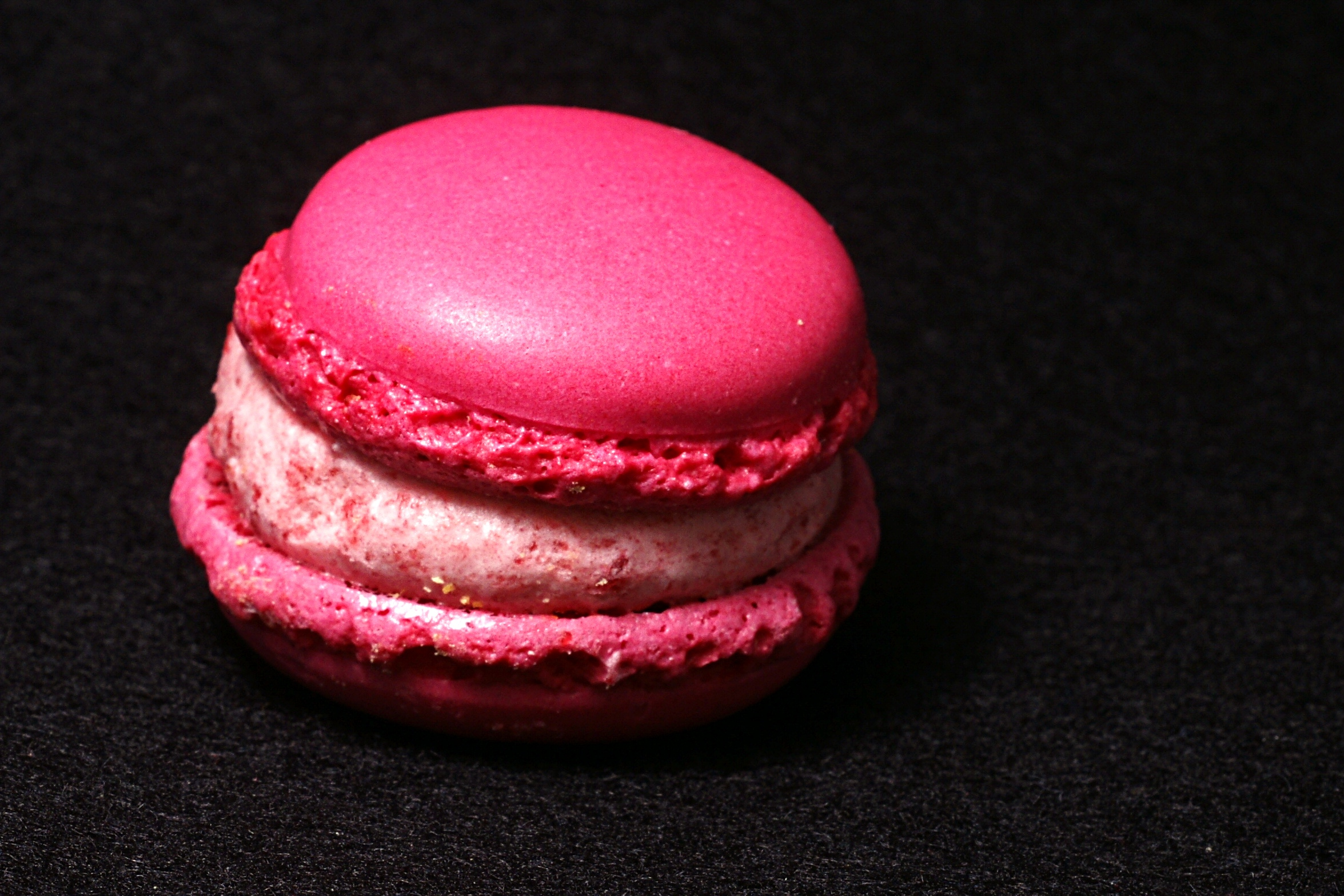
Ein Himbeer-Luxemburgerli

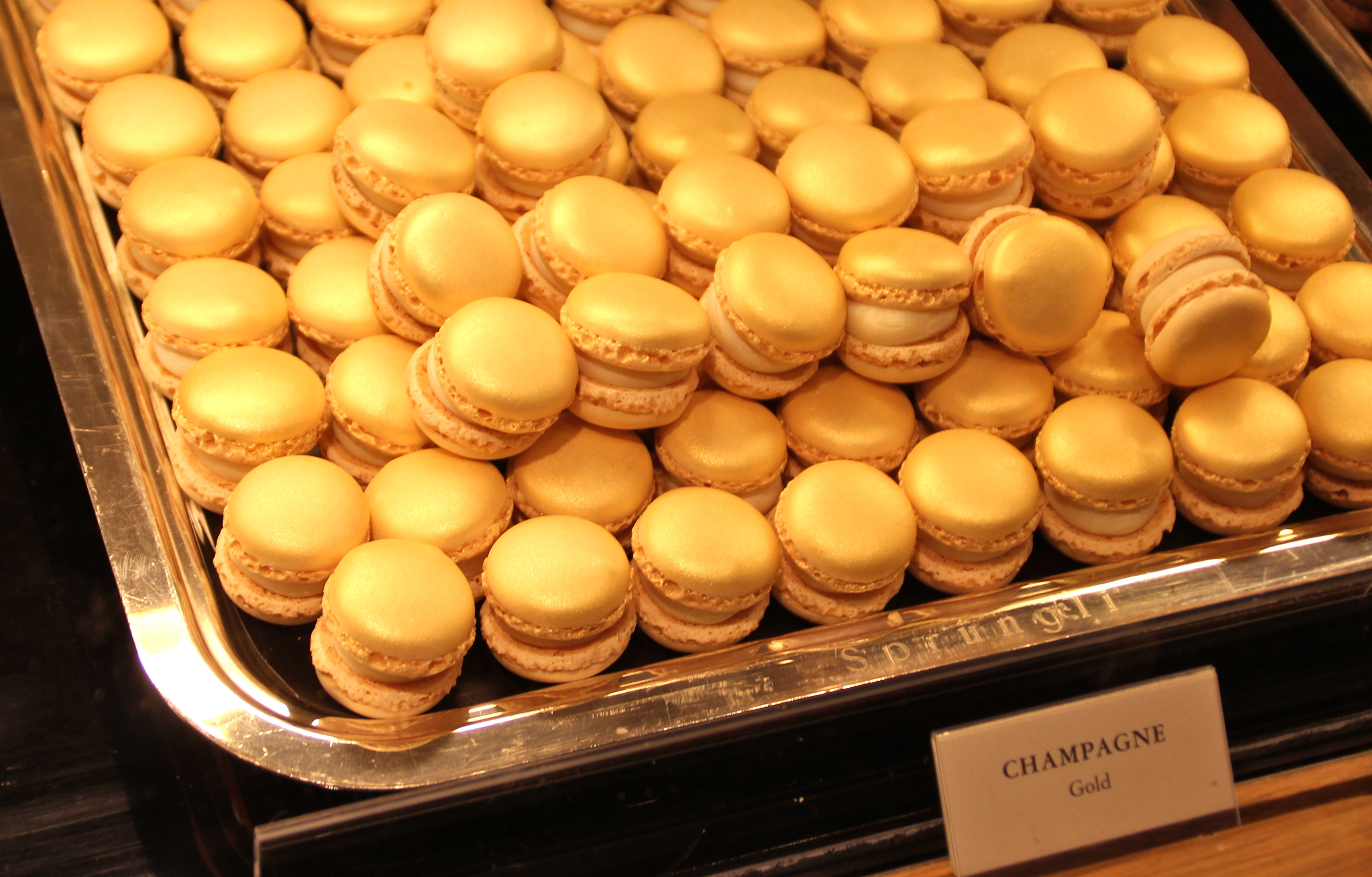
Goldene Champagner-Luxemburgerli

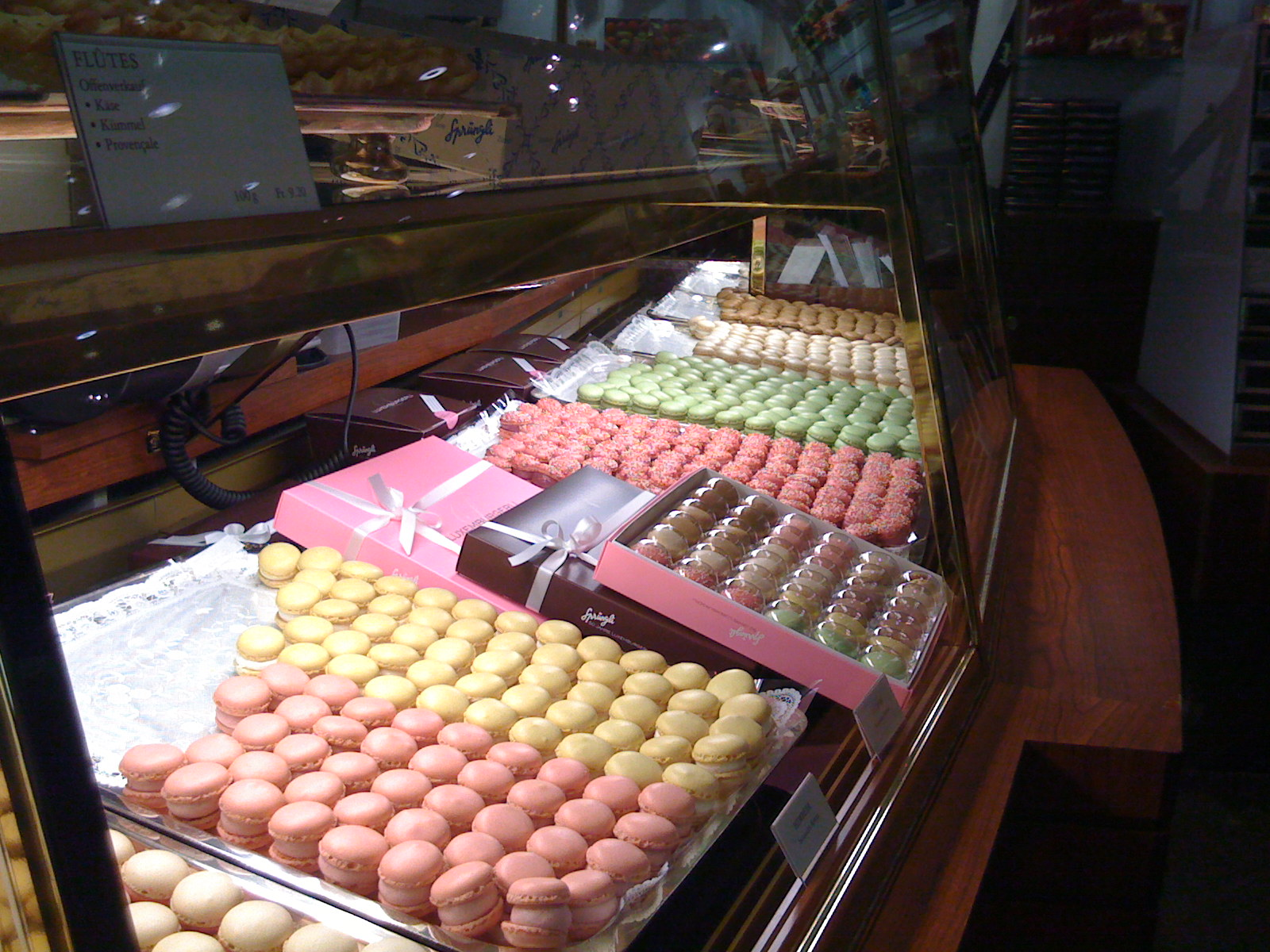
Luxemburgerli in einer Zürcher Sprüngli-Filiale

Luxemburgerli ist eine Macaronmarke der Zürcher Confiserie Sprüngli. Ein Luxemburgerli hat einen Durchmesser von etwa 2,5 cm und ist damit etwas kleiner als ein übliches Macaron. Luxemburgerli werden in verschiedenen Geschmacksrichtungen angeboten, unter anderem Vanille, Chocolate, Pistache, Haselnuss, Champagner, Himbeer, Zitrone und Maracuja-Chocolate. Das Angebot wird laufend durch neue oder saisonale Angebote ergänzt.

## Zutaten
Ein Luxemburgerli besteht aus zwei Teigschalen aus Mandelmehl, geschlagenem Eiweiss mit Zucker, zwischen den Teigböden ist eine Schicht aus Buttercreme oder Ganache. Für die Herstellung werden ausschliesslich natürliche Zutaten ohne Konservierungsmittel verwendet. Rohstoffe wie Butter, Rahm und Eier stammen aus der Region Zürich. Die Luxemburgerli verlieren je nach Luftfeuchtigkeit und Füllung innerhalb von zwei bis vier Tagen ihre luftige Konsistenz und sollten daher rasch genossen werden.

## Herkunft
Die Luxemburgerli gehen auf den luxemburgischen Konditor Camille Studer zurück, der ein Rezept eines französischen Zuckerbäckers im Jahre 1957 mit nach Zürich brachte und es dort im Rahmen eines internen Wettbewerbes unter der Ägide von Richard Sprüngli verfeinerte. Das Gebäck ist sowohl äusserlich wie auch geschmacklich den in Paris seit Anfang des 20. Jahrhunderts bekannten Macarons aus dem Hause Ladurée nahezu identisch.
Die Bezeichnung Luxemburgerli geht auf den Spitznamen seines Erfinders zurück, der von seinen Kollegen wegen seiner Herkunft Luxemburgerli genannt wurde. Der angebliche originale Name Baiser de Mousse (deutsch: Schaumkuss)  soll der Kundschaft jedoch leicht peinlich gewesen sein. Anstelle der Küsse bestellten sie fortan das Gebäck des Luxemburgers oder eben die Luxemburgerli. Diese haben selbst in der Kriminalliteratur ihre Spuren hinterlassen.